# Ferrotramviaria
A Ferrotramviaria egy olaszországi magán vasúttársaság. A Puglia régióban, Bariban  található székhelye a Ferrovie del Nord Barese hálózatot irányítja, amely a Bari–Barletta-vasútvonalból és a Servizio ferroviario metropolitano di Bari áll.

## Vasúti szolgáltatások
A Ferrotramviaria két vasútvonalat üzemeltet a Ferrovie del Nord Barese hálózatán:
- Bari–Barletta-vasútvonal, 1965-ben nyitották meg,[1] korábbi nevén Ferrovia Bari Nord;
- Servizio ferroviario metropolitano di Bari, 2008-ban nyitották meg,[2] más néven Metropolitana San Paolo.

A hálózatot két ingázó (FM 1 és FM 2) és két regionális (FR 1 és FR 2) vonal alkotja.
A vállalatnak két mozdonya is van, amelyeket az Adriai-tenger partján közlekedő teherszállító járatokon használnak.

## Járművek
| Sorozat       | Kép | Kocsik / szerelvény | Típus               | Maximális sebesség | Maximális sebesség | Darabszám | Gyártó                  | Gyártásban      |
| Sorozat       | Kép | Kocsik / szerelvény | Típus               | km/h               | mph                | Darabszám | Gyártó                  | Gyártásban      |
| ------------- | --- | ------------------- | ------------------- | ------------------ | ------------------ | --------- | ----------------------- | --------------- |
| EL 01-12      | | 1                   | villamos motorvonat | 110                | 68                 | 12        | Stanga, TIBB, Casaralta | 1963-1964, 1980 |
| EL 13-15      | | 1                   | villamos motorvonat | 130                | 81                 | 3         | Firema, ABB             | 1995            |
| ELT 200       | Bari - stazione ferroviaria FT - elettrotreno ELT.212                                                  | 3 or 4              | villamos motorvonat | 130                | 81                 | 12        | Alstom                  | 2005, 2008      |
| ETR 341 & 342 | | 4                   | villamos motorvonat | 160                | 99                 | 4         | Stadler                 | 2008, 2009      |
| ETR 452       | FT-ETR452 TR04+ETR452 TR03+ELT 202-PresentazioneCivity-BariCentrale-Bari-2014-12-18-IannelliGiorgio-02 | 4                   | villamos motorvonat | 160                | 99                 | 2 (3)     | CAF                     | 2014 (due 2015) |
| E.483         | | N/A                 | Villamosmozdony     | 140                | 87                 | 2         | Bombardier              | 2013            |
| De 02         | | N/A                 | Dízelmozdony        | 30                 | 19                 | 1         | Stanga, TIBB            | 1968            |